# Castel Sant'Elia
Castel Sant'Elia is een gemeente in de Italiaanse provincie Viterbo (regio Latium) en telt 2302 inwoners (31-12-2004). De oppervlakte bedraagt 24,0 km², de bevolkingsdichtheid is 89,66 inwoners per km².

## Demografie
Castel Sant'Elia telt ongeveer 904 huishoudens. Het aantal inwoners steeg in de periode 1991-2001 met 11,2% volgens cijfers uit de tienjaarlijkse volkstellingen van ISTAT.
| Jaar | Inwoneraantal |
| ---- | ------------- |
| 1991 | 1935          |
| 2001 | 2151          |

## Geografie
De gemeente ligt op ongeveer 210 m boven zeeniveau.
Castel Sant'Elia grenst aan de volgende gemeenten: Civita Castellana, Fabrica di Roma, Faleria, Mazzano Romano (RM), Nepi.